# シュタイアーマルク公国

シュタイアーマルク公国
Herzogtum Steiermark (ドイツ語)
 Vojvodina Štajerska (スロベニア語)

1910年のオーストリア＝ハンガリー帝国とシュタイアーマルク公国（赤）

- 前領主家系の断絶により継承
† 戦争により奪取

シュタイアーマルク公国（ドイツ語: Herzogtum Steiermark; スロベニア語: Vojvodina Štajerska; ハンガリー語: Stájer Hercegség）は、現在のオーストリア南部に存在した公国。1806年まで神聖ローマ帝国の領邦であり、その後も1918年までオーストリア＝ハンガリー帝国のツィスライタニエンを構成していた。

## 歴史

### 成立とオーストリア公国との同君連合
この地には10世紀末からシュタイアーマルク辺境伯領が存在していたが、1180年に神聖ローマ皇帝フリードリヒ1世がバイエルン公ハインリヒ12世を処分するとともにオタカール家のシュタイアーマルク辺境伯オットカール4世を公に昇格させ、近隣のケルンテン公国やバイエルン公国と同等とした。こうしてオットカール4世は初代シュタイアーマルク公となったが、嗣子のないまま1192年に死去したため彼の代でオタカール家は断絶した。1186年に結ばれたゲオルゲンベルク協定でオットカール4世はバーベンベルク家のオーストリア公レオポルト5世を後継者に定め、以降シュタイアーマルク公国はオーストリア公国と同君連合の形をとることとなった。

### 争奪とハプスブルク家による継承

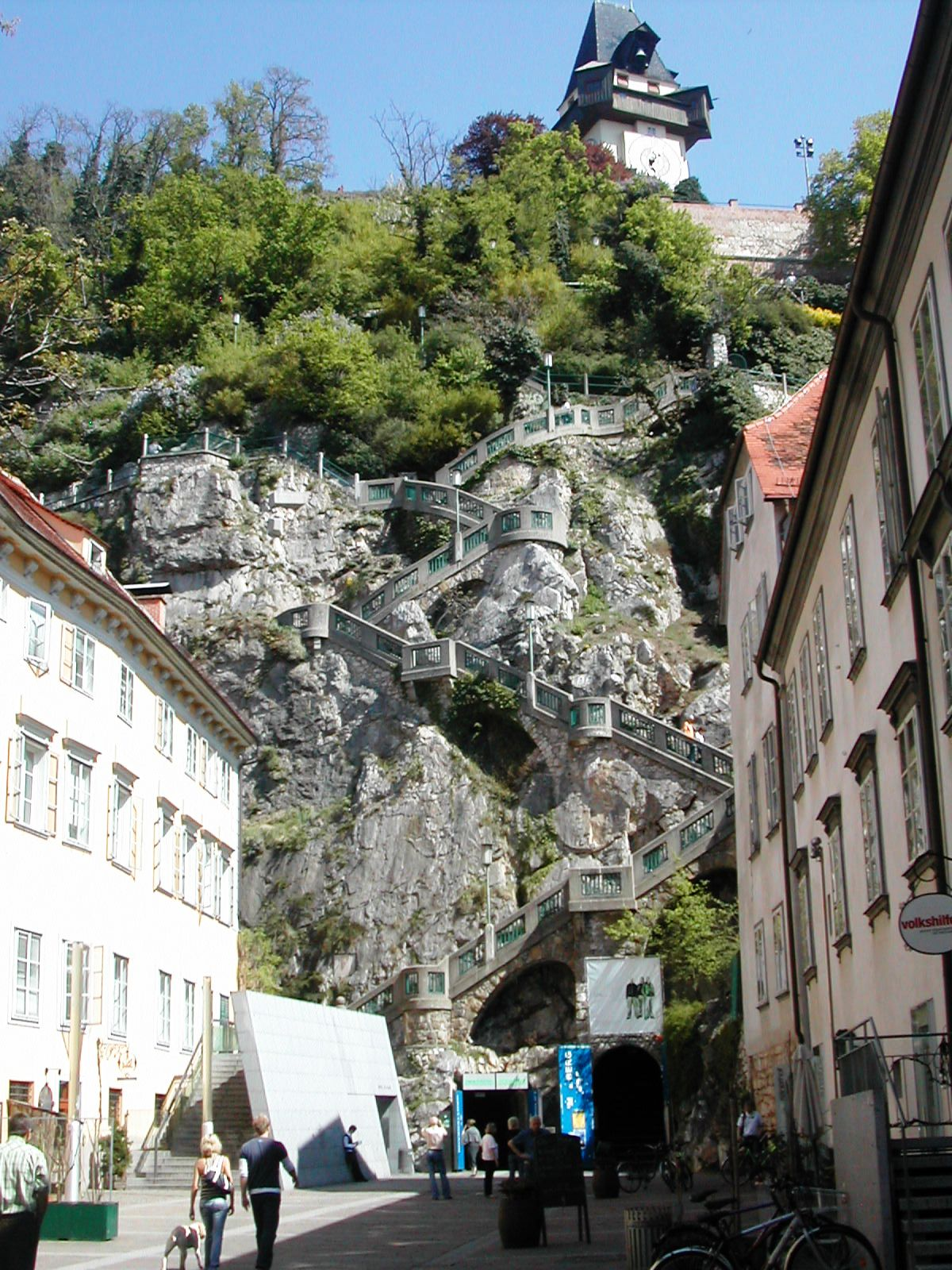
グラーツ・シュロスベルク

1246年、フリードリヒ2世がハンガリー王ベーラ4世にライタ川の戦いで敗れ戦死したことで、オーストリア公国のバーベンベルク家は断絶した。当時の神聖ローマ帝国は皇帝フリードリヒ2世治世の末期で著しい混乱と皇帝権衰退の時期にあり、オーストリア・シュタイアーマルクの継承問題は帝国内外の諸国を巻き込んだ大騒動となった。両公国は1254年に一旦ハンガリー王のものとなったが、オーストリア公フリードリヒ2世の姉マルガレーテ・フォン・バーベンベルクの夫だったボヘミア王オタカル2世がクレッセンブルンの戦いでベーラ4世を破り、両公国を奪った。オタカル2世は翌1261年にマルガレーテと離婚し、ここにオーストリアのバーベンベルク家は完全に消滅した。一方オタカル2世の勢力拡大を恐れた他の諸侯によってハプスブルク伯ルドルフ1世がドイツ王に擁立され、彼は両公国を自らの封土であると宣言した。1278年、マルヒフェルトの戦いでオタカル2世を敗死させたルドルフ1世は、息子のアルブレヒト1世とルドルフ2世をオーストリア・シュタイアーマルク両公国の共同統治者とした。
これ以降、シュタイアーマルク公国はハプスブルク家の所領となった。しかし、ゲオルゲンベルク協定では不可分とされていたはずのオーストリア公国とシュタイアーマルク公国は1379年のノイベルク条約で分割され、シュタイアーマルク公国、ケルンテン公国、クライン公国といったインナーエスターライヒはレオポルト3世の子孫（レオポルト系）が支配することになり、グラーツに宮殿が置かれた。1456年にシュタイエルスカのツェリェ伯領が編入されたことで、シュタイアーマルク公国の領域は大きく広がった。 また1457年、レオポルト系のフリードリヒ5世（神聖ローマ皇帝フリードリヒ3世）のもとでオーストリア公国とシュタイアーマルク公国は同君連合に復帰した。その子のマクシミリアン1世は、1496年にシュタイアーマルクからユダヤ人を追放する法令を出し、少なくとも1856年まではグラーツに帰ってはいけないとした。1512年、シュタイアーマルク公国はオーストリア・クライスに編入された。

### 近世
シュタイアーマルクをはじめとするインナーエスターライヒは、1564年以降フェルディナント1世の息子の代で再びハプスブルク家傍系領として成立した。兄のマクシミリアン2世が帝位を継承し、弟のカールがインナーエスターライヒ大公カール2世となった。この時代、グラーツは宗教改革の一中心地となったがイエズス会に鎮圧され、その影響下で1585年にグラーツ大学が設立された。その影響で、プロテスタント色が強かったマクシミリアン2世系と異なり、カール2世系は強硬なカトリックの家系となり、1598年にはカール2世の息子フェルディナント2世がグラーツからプロテスタントの聖職者・牧師を追放した。当時グラーツ大学の教授だった天文学者ヨハネス・ケプラーも、このあおりをうけて失職している。マクシミリアン2世系の神聖ローマ皇帝は3代で途絶え、1619年にフェルディナント2世がハプスブルク家のすべての所領と帝位を継承した。当時のインナーエスターライヒは、16世紀から17世紀にかけてオスマン帝国による20回近くに及ぶ侵攻を受け、土地が荒廃し人口が減少・流出し続ける悲惨な状況にあった。第一次ウィーン包囲などの遠征時には徹底的な破壊を受け、戦間期でも教会や町、村はアキンジのような非正規兵により度々破壊や略奪に見舞われ、住民はオスマン兵に殺されたり囚われ奴隷にされる恐怖におびえ続けていた。

### 発展

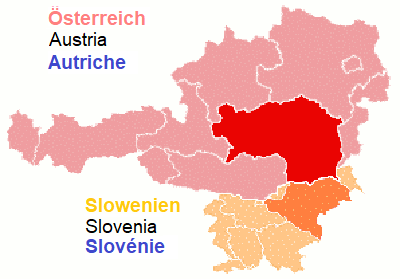
シュタイアーマルク公国の領域と現在のオーストリア、スロヴェニア、オーバーシュタイアーマルク（濃赤）とシュタイエルスカ（濃橙）

1804年以降、シュタイアーマルク公国はオーストリア帝国の一部となった。フランツ2世の弟ヨハン・バプティスト・フォン・エスターライヒ （ヨハン大公）はシュタイアーマルクの発展に尽力し、1811年にヨアノイム（現グラーツ工科大学）を、1840年にレオーベン大学を設立した。またゼメリング鉄道やオーストリア南部鉄道の開通にも多大な功績を残し、これらの鉄道はシュタイアーマルク経済を飛躍的に発展させた。1867年のアウグスライヒでは、シュタイアーマルク公国はツィスライタニエンに組み込まれた。ナショナリズムの台頭とともに、ドイツ人住民とスロベニア人住民の対立が深まっていった。

### 解体
第一次世界大戦によりオーストリア＝ハンガリー帝国が瓦解すると、ドイツ・オーストリア共和国はすべてのツィスライタニエン、ドイツ語話者が明確に多数を占める地域の領有を主張し、旧シュタイアーマルク公国の大部分を併合したが、シュタイエルスカのスロベニア人はスロベニア人・クロアチア人・セルビア人国に参加した。この2つの短命政権はマーリボルを中心に軍事衝突を繰り返したが、1919年のサン＝ジェルマン条約で最終的な裁定が下った。旧シュタイアーマルク公国領は民族境界で分割され、首都グラーツを含む3分の2にあたるオーバーシュタイアーマルクがオーストリア第一共和国に残留し、マーリボルを含む残りのシュタイエルスカがセルビア人・クロアチア人・スロベニア人王国に併合され、現在はスロベニア領となっている。

## 言語・人口
1910年のシュタイアーマルクの人口は以下の通りである。
- 983,000人（ドイツ語話者）
- 409,000人（スロベニア語話者）

## シュタイアーマルク公の一覧

### 諸王家の時代
オタカール家
- オットカール4世（1180年 - 1192年）

バーベンベルク家
- レオポルト5世（1192年 - 1194年）
- レオポルト6世（1194年 - 1230年）
- フリードリヒ2世（1230年 - 1246年）

プシェミスル朝
- オタカル2世（1251/1260年 - 1278年）、対立公

アールパート朝
- ベーラ4世（1254年 - 1258年）
- イシュトヴァーン5世（1258年 - 1260年）

### ハプスブルク家
- ルドルフ1世（1278年 - 1282年）
- アルブレヒト1世（1282年 - 1308年）
  - ルドルフ2世（1282年 - 1283年）
  - ルドルフ3世（1298年 - 1307年）
- フリードリヒ3世（1308年 - 1330年）
  - レオポルト1世（1308年 - 1326年）
- アルブレヒト2世（1330年 - 1358年）
  - オットー陽気公（1330年 - 1339年）
- ルドルフ4世（1358年 - 1365年）
- アルブレヒト3世（1365年 - 1379年）
  - レオポルト3世（1365年 - 1386年）

レオポルト系
- ヴィルヘルム（1386年 - 1406年）
- エルンスト鉄公（1406年 - 1424年）
- フリードリヒ5世（1424年 - 1493年）　※神聖ローマ皇帝としてはフリードリヒ3世
  - アルブレヒト6世（1424年 - 1463年）
- マクシミリアン1世（1493年 - 1519年）
- カール1世（1519年 - 1521年）　※神聖ローマ皇帝としてはカール5世
- フェルディナント1世（1521年 - 1564年）
- カール2世（1564年 - 1590年）
- フェルディナント1世（1590年 - 1637年）

以降はオーストリア君主一覧のオーストリア大公と一致する。